# Experiments de Rayleigh i Brace
Els experiments de Rayleigh i Brace (1902, 1904) tenien com a objectiu demostrar si la contracció de la longitud condueix o no a la birefringència. Van ser alguns dels primers experiments òptics que mesuraven el moviment relatiu de la Terra i l'èter luminífer, que eren prou precisos per detectar magnituds de segon ordre fins a v/c. Els resultats van ser negatius, la qual cosa va ser de gran importància per al desenvolupament de la transformació de Lorentz i, en conseqüència, de la teoria de la relativitat. Vegeu també Proves de la relativitat especial.

## Els experiments
Per explicar el resultat negatiu de l'experiment de Michelson-Morley, George FitzGerald (1889) i Hendrik Lorentz (1892) van introduir la hipòtesi de la contracció, segons la qual un cos es contrau durant el seu moviment a través de l'èter estacionari.
Lord Rayleigh (1902) va interpretar aquesta contracció com una compressió mecànica que hauria de conduir a l'anisotropia òptica dels materials, de manera que els diferents índexs de refracció causarien birefringència. Per mesurar aquest efecte, va instal·lar un tub de 76 de longitud cm sobre una taula giratòria. El tub estava tancat amb vidre pels seus extrems, i s'omplia de bisulfur de carboni o aigua, i el líquid estava entre dos prismes de nicol. A través del líquid, la llum (produïda per una làmpada elèctrica i, més important, per la llum del focus) s'enviava d'un costat a l'altre. L'experiment va ser prou precís per mesurar els retards de 16000 de mitja longitud d'ona, és a dir, de l'ordre 1,2×10−10. Depenent de la direcció relativa al moviment de la Terra, el retard esperat a causa de la birefringència era de l'ordre de 10⁻⁸, la qual cosa estava dins del límit de precisió de l'experiment. Per tant, va ser, a més de l'experiment de Michelson-Morley i l'experiment de Trouton-Noble, un dels pocs experiments pels quals es podien detectar magnituds de segon ordre en v/c. No obstant això, el resultat va ser completament negatiu. Rayleigh va repetir els experiments amb capes de plaques de vidre (encara que amb una precisió disminuïda per un factor de 100), i va obtenir de nou un resultat negatiu.
Tanmateix, aquests experiments van ser criticats per DeWitt Bristol Brace (1904). Va argumentar que Rayleigh no havia considerat adequadament les conseqüències de la contracció (0,5×10−8 en comptes de 10−8), així com de l'índex de refracció, de manera que els resultats no eren concloents. Per tant, Brace va dur a terme experiments de molta més precisió. Va emprar un aparell de 4,13 m de llarg, 15 cm d'amplada i 27 cm de profunditat, que estava ple d'aigua i que es podia girar (segons l'experiment) al voltant d'un eix vertical o horitzontal. La llum solar es dirigia cap a l'aigua a través d'un sistema de lents, miralls i prismes de reflexió, i es reflectia 7 vegades de manera que travessava 28,5 m. D'aquesta manera, es va poder observar un retard d'ordre 7,8×10−13. No obstant això, Brace també va obtenir un resultat negatiu. Una altra instal·lació experimental amb vidre en comptes d'aigua (precisió: 4,5×10−11), tampoc va mostrar cap signe de birefringència.
L'absència de birefringència va ser interpretada inicialment per Brace com una refutació de la contracció de la longitud. Tanmateix, Lorentz (1904) i Joseph Larmor (1904) van demostrar que quan es manté la hipòtesi de la contracció i s'utilitza la transformació completa de Lorentz ( és a dir, incloent-hi la transformació temporal), aleshores es pot explicar el resultat negatiu. A més, si el principi de la relativitat es considera vàlid des del principi, com en la teoria de la relativitat especial d'Albert Einstein (1905), aleshores el resultat és força clar, ja que un observador en moviment de translació uniforme es pot considerar en repòs i, en conseqüència, no experimentarà cap efecte del seu propi moviment. Per tant, la contracció de la longitud no és mesurable per un observador comòbil i s'ha de complementar amb la dilatació del temps per a observadors no comòbils, cosa que posteriorment també va ser confirmada per l'experiment de Trouton-Rankine (1908) i l'experiment de Kennedy-Thorndike (1932).